# ناحية كفر تخاريم
ناحية كفر تخاريم إحدى نواحي سوريا تتبع إداريّاً لمحافظة إدلب منطقة حارم ومركزها بلدة كفر تخاريم، بلغ تعداد سكان الناحية 14,772 نسمة حسب التعداد السكاني لعام 2004.

## بلدات وقرى مركز كفر تخاريم
عبريتا، بشندلايا رشادية)، حلة، جدعين، كفر كيلا، كفر مارس، كفر تخاريم، كوكو (عين الجاج)، تلتيتا.